# النظام الموحد لتصنيف التربة

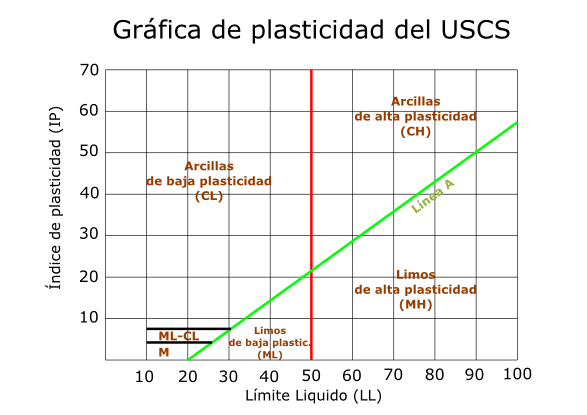

النظام الموحد لتصنيف التربة (بالإنجليزية: Unified soil classification system)‏ هو نظام تصنيف للتربة يستخدم في الهندسة والجيولوجيا لوصف نسيج وحجم حبيبات التربة، يمكن تطبيق نظام التربة هذا لمعظم المواد المفككة (غير المتماسكة)، ويتم تمثيله برمز من حرفين، حيث يتضمن الجدولان أدناه تعريفاً بهما.
| الحرف | التعريف    |
| ----- | ---------- |
| G     | حصى        |
| S     | رمل        |
| M     | غرين (طمي) |
| C     | طين        |
| O     | عضوي       |

| الحرف | التعريف                          |
| ----- | -------------------------------- |
| P     | سيئة التدرّج (حجم الجزيئات موحد)  |
| W     | جيدة التدرّج (حجم الجزيئات متنوع) |
| H     | عالية اللدونة                    |
| L     | منخفضة اللدونة                   |

إذا كان المار من التربة من منخل 200# يتراوح من %12-5 من وزن الناعم (5% < المار من منخل 200# < 12%)، فإنّ التوزيع الحجمي لحبيبات التربة واللدونة كلاهما لهما تأثير واضح على الخصائص الهندسية للتربة، ويمكن استخدام القومية المزدوجة لرمز المجموعة. مثل: GW-GM تتوافق مع "حصى جيدة التدرّج مع الطمي (الغرين)".

إذا كان المتبقي من التربة على منخل 4# أكثر من %15 من وزن التربة (المتبقي على منخل 4# > %15)، فإنّه يوجد كمية كبيرة من الحصى، ومن الممكن إرفاق اسم المجموعة بمقطع "مع الحصى"، بينما لا يطرأ أي تغيير على رمز المجموعة. مثل: SP-SM تعود إلى "رمل ضعيفة التدرّج مع الطمي" أو "رمل ضعيفة التدرّج مع الطمي والحصى"

| التقسيمات الرئيسية                                                   | التقسيمات الرئيسية                                        | التقسيمات الرئيسية                     | رمز المجموعة | اسم المجموعة                     |
| -------------------------------------------------------------------- | --------------------------------------------------------- | -------------------------------------- | ------------ | -------------------------------- |
| تربة خشنة الحبيبات أكثر من %50 متبقي على أو فوق منخل 200# (074. ملم) | حصى > 50% من الأجزاء الخشنة متبقية على منخل 4# (4.75 ملم) | حصى نظيفة (نقية) <%5 أصغر من منخل 200# | GW           | حصى جيدة التدرّج (خشنة إلى ناعمة) |
| تربة خشنة الحبيبات أكثر من %50 متبقي على أو فوق منخل 200# (074. ملم) | حصى > 50% من الأجزاء الخشنة متبقية على منخل 4# (4.75 ملم) | حصى نظيفة (نقية) <%5 أصغر من منخل 200# | GP           | حصى سيّئة التدرّج                  |
| تربة خشنة الحبيبات أكثر من %50 متبقي على أو فوق منخل 200# (074. ملم) | حصى > 50% من الأجزاء الخشنة متبقية على منخل 4# (4.75 ملم) | حصى بوجود >%12 من الناعم               | GM           | حصى غرينيّة (طميّة)                |
| تربة خشنة الحبيبات أكثر من %50 متبقي على أو فوق منخل 200# (074. ملم) | حصى > 50% من الأجزاء الخشنة متبقية على منخل 4# (4.75 ملم) | حصى بوجود >%12 من الناعم               | GC           | حصى طينيّة                        |
| تربة خشنة الحبيبات أكثر من %50 متبقي على أو فوق منخل 200# (074. ملم) | رمل >= 50% من الأجزاء الخشنة تمر من منخل 4# (4.75 ملم)    | رمل نظيف (نقيّ)                         | SW           | رمل جيّد التدرّج (خشن إلى ناعم)    |
| تربة خشنة الحبيبات أكثر من %50 متبقي على أو فوق منخل 200# (074. ملم) | رمل >= 50% من الأجزاء الخشنة تمر من منخل 4# (4.75 ملم)    | رمل نظيف (نقيّ)                         | SP           | رمل سيئ التدرّج                   |
| تربة خشنة الحبيبات أكثر من %50 متبقي على أو فوق منخل 200# (074. ملم) | رمل >= 50% من الأجزاء الخشنة تمر من منخل 4# (4.75 ملم)    | رمل بوجود >%12 من الناعم               | SM           | رمل غرينيّ (طُميّ)                  |
| تربة خشنة الحبيبات أكثر من %50 متبقي على أو فوق منخل 200# (074. ملم) | رمل >= 50% من الأجزاء الخشنة تمر من منخل 4# (4.75 ملم)    | رمل بوجود >%12 من الناعم               | SC           | رمل طينيّ                         |
| تربة ناعمة الحبيبات %50 أو أكثر مارّ من منخل 200# (074. ملم)          | الطمي والطين حد الميوعة (السيولة) < 50                    | غير عضوي                               | ML           | الغرين (الطمي)                   |
| تربة ناعمة الحبيبات %50 أو أكثر مارّ من منخل 200# (074. ملم)          | الطمي والطين حد الميوعة (السيولة) < 50                    | غير عضوي                               | CL           | طين منخفض اللدونة (طين فقير)     |
| تربة ناعمة الحبيبات %50 أو أكثر مارّ من منخل 200# (074. ملم)          | الطمي والطين حد الميوعة (السيولة) < 50                    | عضوي                                   | OL           | غرين عضوي، طين عضوي              |
| تربة ناعمة الحبيبات %50 أو أكثر مارّ من منخل 200# (074. ملم)          | الطمي والطين حد الميوعة (السيولة) >= 50                   | غير عضوي                               | MH           | غرين عالي اللدونة (غرين مرن)     |
| تربة ناعمة الحبيبات %50 أو أكثر مارّ من منخل 200# (074. ملم)          | الطمي والطين حد الميوعة (السيولة) >= 50                   | غير عضوي                               | CH           | طين عالي اللدونة (طين غنيّ)       |
| تربة ناعمة الحبيبات %50 أو أكثر مارّ من منخل 200# (074. ملم)          | الطمي والطين حد الميوعة (السيولة) >= 50                   | عضوي                                   | OH           | طين عضوي، غرين عضوي              |
| تربة ذات عضوية عالية                                                 | تربة ذات عضوية عالية                                      | تربة ذات عضوية عالية                   | Pt           | الخُثّ                             |

## ASTM D-2487
| معايير لتحديد اسم المجموعة ورمزها باستخدام الاختبارات المخبرية | معايير لتحديد اسم المجموعة ورمزها باستخدام الاختبارات المخبرية | معايير لتحديد اسم المجموعة ورمزها باستخدام الاختبارات المخبرية | معايير لتحديد اسم المجموعة ورمزها باستخدام الاختبارات المخبرية | تصنيف التربة | تصنيف التربة      |
| -------------------------------------------------------------- | -------------------------------------------------------------- | -------------------------------------------------------------- | -------------------------------------------------------------- | ------------ | ----------------- |
| معايير لتحديد اسم المجموعة ورمزها باستخدام الاختبارات المخبرية | معايير لتحديد اسم المجموعة ورمزها باستخدام الاختبارات المخبرية | معايير لتحديد اسم المجموعة ورمزها باستخدام الاختبارات المخبرية | معايير لتحديد اسم المجموعة ورمزها باستخدام الاختبارات المخبرية | رمز المجموعة | اسم المجموعة      |
| تربة خشنة الحبيبات أكثر من %50 متبقي على منخل 200#             | حصى أكثر من 50% من الأجزاء الخشنة على منخل 4#                  | حصى نظيف (نسبة الناعم أقل من %5)                               | CU >= 4 و 1 <= Cc و Cc <= 3                                    | GW           | حصى جيّدة التدرّج   |
| تربة خشنة الحبيبات أكثر من %50 متبقي على منخل 200#             | حصى أكثر من 50% من الأجزاء الخشنة على منخل 4#                  | حصى نظيف (نسبة الناعم أقل من %5)                               | CU < 4 و/أو Cc< 1 أو Cc > 3                                    | GP           | حصى سيّئة التدرّج   |
| تربة خشنة الحبيبات أكثر من %50 متبقي على منخل 200#             | حصى أكثر من 50% من الأجزاء الخشنة على منخل 4#                  | حصى مع الناعم (نسبة الناعم أكثر من %12)                        | الناعمة تصنف كـ ML أو MH                                       | GM           | حصى غرينيّة (طميّة) |
| تربة خشنة الحبيبات أكثر من %50 متبقي على منخل 200#             | حصى أكثر من 50% من الأجزاء الخشنة على منخل 4#                  | حصى مع الناعم (نسبة الناعم أكثر من %12)                        | الناعمة تصنف كـ CL أو CH                                       | GC           | حصى طينيّة         |
| تربة خشنة الحبيبات أكثر من %50 متبقي على منخل 200#             | رمل 50% أو أكثر من الأجزاء الخشنة تمرّ من منخل 4#               | رمل نظيف (نسبة الناعم أقل من %5)                               | CU >= 6 و 1 <= Cc و Cc <= 3                                    | SW           | رمل جيّد التدرّج    |
| تربة خشنة الحبيبات أكثر من %50 متبقي على منخل 200#             | رمل 50% أو أكثر من الأجزاء الخشنة تمرّ من منخل 4#               | رمل نظيف (نسبة الناعم أقل من %5)                               | CU < 6 و/أو Cc <1 أو Cc > 3                                    | SP           | رمل سيئ التدرّج    |
| تربة خشنة الحبيبات أكثر من %50 متبقي على منخل 200#             | رمل 50% أو أكثر من الأجزاء الخشنة تمرّ من منخل 4#               | رمل مع الناعم (نسبة الناعم أكثر من 12%)                        | الناعمة تصنف كـ ML أو MH                                       | SM           | رمل غرينيّ (طميّ)   |
| تربة خشنة الحبيبات أكثر من %50 متبقي على منخل 200#             | رمل 50% أو أكثر من الأجزاء الخشنة تمرّ من منخل 4#               | رمل مع الناعم (نسبة الناعم أكثر من 12%)                        | الناعمة تصنف كـ CL أو CH                                       | SC           | رمل طينيّ          |
| تربة ناعمة الحبيبات 50% أو أكثر مارّ من منخل 200#               | الغرين والطين حدّ الميوعة (السيولة) أقل من 50                   | غير عضوي                                                       | PI >7 وموقع النقطة على أو فوق خط "A"                           | CL           | طين فقير          |
| تربة ناعمة الحبيبات 50% أو أكثر مارّ من منخل 200#               | الغرين والطين حدّ الميوعة (السيولة) أقل من 50                   | غير عضوي                                                       | PI < 4 وموقع النقطة أسفل خط "A"                                | ML           | الغرين (الطمي)    |
| تربة ناعمة الحبيبات 50% أو أكثر مارّ من منخل 200#               | الغرين والطين حدّ الميوعة (السيولة) أقل من 50                   | عضوي                                                           | حدّ الميوعة - مجففة < 75.                                       | OL           | طين عضوي          |
| تربة ناعمة الحبيبات 50% أو أكثر مارّ من منخل 200#               | الغرين والطين حدّ الميوعة (السيولة) أقل من 50                   | عضوي                                                           | حد الميوعة - غير مجففة                                         | OL           | غرين عضوي         |
| تربة ناعمة الحبيبات 50% أو أكثر مارّ من منخل 200#               | الغرين والطين حدّ الميوعة (السيولة) 50 أو أكثر                  | غير عضوي                                                       | موقع نقطة PI على أو فوق خط "A"                                 | CH           | طين غني           |
| تربة ناعمة الحبيبات 50% أو أكثر مارّ من منخل 200#               | الغرين والطين حدّ الميوعة (السيولة) 50 أو أكثر                  | غير عضوي                                                       | موقع نقطة PI أسفل خط "A"                                       | MH           | غرين مرن          |
| تربة ناعمة الحبيبات 50% أو أكثر مارّ من منخل 200#               | الغرين والطين حدّ الميوعة (السيولة) 50 أو أكثر                  | عضوي                                                           | حدّ الميوعة -مجففة < 75.                                        | OH           | طين عضوي          |
| تربة ناعمة الحبيبات 50% أو أكثر مارّ من منخل 200#               | الغرين والطين حدّ الميوعة (السيولة) 50 أو أكثر                  | عضوي                                                           | حد الميوعة - غير مجففة                                         | OH           | غرين عضوي         |
| تربة ذات عضوية عالية                                           | تربة ذات عضوية عالية                                           | تربة ذات عضوية عالية                                           | تربة ذات عضوية عالية                                           | PT           | الخُثّ              |